# Newburg (Dacota do Norte)
Newburg é uma cidade localizada no estado norte-americano de Dacota do Norte, no Condado de Bottineau.

## Demografia
Segundo o censo norte-americano de 2000, a sua população era de 88 habitantes.
Em 2006, foi estimada uma população de 83, um decréscimo de 5 (-5.7%).

## Geografia
De acordo com o United States Census Bureau tem uma área de
0,3 km², dos quais 0,3 km² cobertos por terra e 0,0 km² cobertos por água. Newburg localiza-se a aproximadamente 447 m acima do nível do mar.

## Localidades na vizinhança
O diagrama seguinte representa as localidades num raio de 24 km ao redor de Newburg.